# Bellanaleck
Bellanaleck (Bealach na Leice in gaelico irlandese) è un villaggio dell'Irlanda del Nord, situato nella contea di Fermanagh.